# 中村祐志
中村 祐志（なかむら ゆうし、1984年9月30日 - ）は、日本の俳優。長崎県諫早市出身。イトーカンパニー所属。身長182cm、血液型はO型。エンターテインメントユニットPUPAメンバー。

## 略歴
日本大学経済学部卒業。
元競泳選手（専門は背泳ぎ）。
日本大学在学時の2005年度男子50m背泳ぎ日本ランキング（短水路）で10位にランクイン。
五輪、世界選手権の選考会でもある日本選手権に4年連続出場し、国民体育大会など国内最高峰の大会にも出場し続けた。
日本学生選手権水泳競技大会（インカレ）では1年時から4年間レギュラー選手として出場。
3、4年時に総合優勝し天皇杯獲得に貢献し、全国制覇を成し遂げている。
大学卒業後、一般企業に就職したが知人の勧めもありモデルを経て俳優の道へと進む。
勢力的に舞台に立ち、2014年に現在のイトーカンパニー所属となった。
所属後はその個性と華、確かな演技力で舞台以外でも映画、ドラマでシリアスな役や悪役を中心に、そしてコメディーパートでもその実力を発揮し活躍中。
2019年には、自力を上げる為に俳優の生瀬勝久が主催した生瀬ゼミにて芝居を更に学ぶ。
この生瀬ゼミは高い倍率の中から選ばれたメンバーが数ヶ月間、生瀬勝久本人から直接指導を受けるというものだった。
最近では時代劇にも多数出演し、役者としての幅を広げている。
恵まれた体格を活かしたダイナミックなアクション、殺陣を得意としているが、安定感のある芝居への評価も高い。

## 人物
- 強面の風貌とは反対に心優しく、周囲からの人望が厚い。
- 先輩からも後輩からも関係なくいじられるキャラクターで、主に顎や肩幅をいじられる事が多い。
- 日本人離れした体型を持ち、運動神経もズバ抜けている。
- 一番体を絞った時は体脂肪率5%まで絞ったと自身のブログで公表している。
- 役者を始めた頃からアクション、殺陣を学んでおり特技としている。

## 出演

### ドラマ
- ヤメゴク〜ヤクザやめて頂きます〜（2015年、TBS） - 沢田啄麻
- デスノート（2015年、日本テレビ）
- ラーメン大好き小泉さん（2015年、CX）
- 初恋トライアングル〜あのコは何でニッポンに?〜（2016年、TX）
- ラストコップ（2016年、日本テレビ）
- 視覚探偵 日暮旅人（2017年、日本テレビ） - 組員
- 三匹のおっさん3〜正義の味方、みたび〜（2017年、TX）- 犬飼
- 警部補 矢部謙三〜人工頭脳VS人工頭毛〜（2017年、ビデオパス/テレ朝動画） - 上杉隆信[2][3]
- ぼくらの勇気 未満都市 2017（2017年、日本テレビ） - エージェント尾行者
- 炎の転校生REBORN（2017年、Netflix）- 番長
- 都庁爆破!（2018年、TBS）- SIT隊長
- よみがえる太陽の塔“閉塞する日本人”へのメッセージ（2018年、NHK BSプレミアム）- 岡本太郎の友人
- 逃亡花（2018年、BSジャパン）- サラリーマン
- コールドケース2〜真実の扉〜（2018年、WOWOW）- 新社連学生リーダー
- 隠蔽捜査〜去就〜（2019は年、TBS）- 無線班刑事
- 水戸黄門2（2019年、BS-TBS）- 中津藩士 田中
- TOKYOストーリーズ（2019年、BSフジ）- 星野新一
- 特命刑事 カクホの女2（2019年、TX）- ボディーガード
- 大岡越前5（2020年、BSプレミアム）- 遠藤
- Re:名も無き世界のエンドロール〜Half a year later〜（2021年、dTV）
- 桜の塔（2021年、テレビ朝日）
- 全裸監督2（2021年、Netflix） - オールナイトフジ司会のヒロミ
- REAL⇔FAKE 2nd Stage（2021年、MBS、TBS）- 三重田辰巳
- ボクの殺意が恋をした（2021年、日本テレビ）- 変装デスプリンス
- 死神さん（2021年9月17日 - 10月22日、Hulu）- 湧島一穂
- 封刃師（2022年、テレビ朝日）- 脇坂駿
- ケイ×ヤク -あぶない相棒-（2022年、読売テレビ）- 白石晋太郎
- 『星新一の不思議な不思議な短編ドラマ』『ボッコちゃん』（2022年4月5日、NHK BS4K・BSプレミアム）[4]
- 日曜劇場 マイファミリー（2022年、TBS）- 補足班隊長
- 私のエレガンス（2022年、BSテレビ東京）- ナンパ男
- ナンバMG5 第4話（2022年5月11日、フジテレビ）- 室井
- 駐在刑事 スペシャル 2022（2022年10月17日、テレビ東京）- 深山清人
- イチケイのカラス スペシャル（2023年1月14日、フジテレビ）
- さらば、銃よ 警視庁特別銃装班（2023年4月12日配信開始 、Lemino）
- ノッキンオン・ロックドドア 第4話、第5話（2023年8月12日、26日、テレビ朝日） - 真鍋俊樹
- CODE-願いの代償- 第9話（2023年8月27日、日本テレビ）- 原田浩輔（刑事）
- EVOL（2023年11月3日配信開始、DMM TV） - 庵幹久
- マイホームヒーロー 第7話（2023年、MBS・TBS）

### 映画
- TRASH／トラッシュ（2015年10月24日、権野元監督）
- 壊れ始めてる、ヘイヘイヘイ（2015年3月5日、佐藤快磨監督）
- スリリングな日常［不審者］（2015年、熊坂出監督） - 警察官
- オケ老人!（2016年11月11日、細川徹監督）
- 東京喰種トーキョーグール（2017年7月29日、萩原健太郎監督）
- 未成年だけどコドモじゃない（2017年12月23日、英勉監督） - 海老名家ボディーガード
- ふたつの昨日と僕の未来（2018年11月9日、大森研一監督）- 鈴木太一
- ザ・ファブル（2019年6月21日、江口カン監督）- 真黒組員
- 望み（2020年10月9日、堤幸彦監督）
- ブレイブ 群青戦記（2021年3月12日、本広克行監督）- 野武士
- るろうに剣心 最終章 The Final（2021年、大友啓史監督）- 四星
- 胸が鳴るのは君のせい（2021年6月4日、高橋洋人監督）- 原（体育教師）
- 修羅の世界（2022年、藤原健一監督）- 谷栄斗
- 修羅の世界2（2022年、藤原健一監督）- 谷栄斗
- 嘘喰い（2022年2月11日、中田秀夫監督）
- おそ松さん（2022年3月25日、英勉監督）- パチンコ屋店長 岸野
- アキラとあきら（2022年8月26日、三木孝浩監督）
- ヴィレッジ（2023年4月21日、藤井道人監督）
- 東京リベンジャーズ シリーズ（ワーナー・ブラザース映画） - キシノ
  - 東京リベンジャーズ（2021年、英勉監督）
  - 東京リベンジャーズ2 血のハロウィン編 -運命-（2023年、英勉監督）
  - 東京リベンジャーズ2 血のハロウィン編 -決戦-（2023年、英勉監督）
- Gメン（2023年、瑠東東一郎監督）- 天王会幹部 稲村
- 鯨の骨（2023年8月25日、大江崇允監督）
- SAVAGE 獲るのは誰だ？（2024年公開）- 岩城浩司 役

### Vシネマ
- 日本統一42・43（2020年、2021年）- 丸神会二代目水神会東龍会組員 勝村淳
- 織田同志会 織田征仁 第八章・第九章・最終章（2021年）- 三島会構成員 竹下誠也

### ミュージックビデオ
- amazarashi「スワイプ」(2023年)

### CM
- ブロスタ × 三池崇史 三人の復讐者（2019年）- カブトムシヤクザ

### テレビ
- シャキーン!72億人分のあの人（2015年、NHK Eテレ）
- シャキーン!何かがおかしい（2016年、NHK Eテレ）
- シャキーン!今日のさっぱりさん（2017年、NHK Eテレ）

### 舞台
- 大江戸に降る雪（2011年2月、エーシアター、於：池袋シアターグリーン） - 中尾
- ラブ★ガチャ Vol.2（2011年9月、茶柱日和、於：池袋シアターグリーン） - 桜井健介
- 虹色サラウンド（2011年10月、PUPA、於：中目黒ウッディーシアター） - ブランキー
- ラブ★ガチャ DE SHOW in石川（2011年12月、茶柱日和、於：日本元気劇場） - 桜井健介
- Sometime,Somewhere（2012年5月、PUPA、於：中目黒ウッディーシアター） - 尾崎健次郎
- 龍馬がいっぱい（2012年7月、ゼロマンション、於：笹塚ファクトリー） - 三河慎三
- 忠臣ぐらっちぇ!（2012年8月、ゲキ塾。、於：笹塚ファクトリー）- 浅野内匠頭
- High at tokyo（2012年9月、ゼロマンション、於：東京タワー特設会場） - 忍者
- 眠れぬ町の王子様〜prince of the sleepless town〜（2012年11月、Knockturn、全労済ホール スペースゼロ） - 蛇穴楓
- Live in to Rain No.A-h（2013年2月、トウキョウ演劇倶楽部、於：新宿シアターモリエール） - アルフレッド
- ふらちな侍（2013年5月、ゼロマンション、於：新宿シアターサンモール） - アギトの弥七
- 眠れぬ町の王子様〜Dreams like a bubble of champagne〜（2013年8月、SpaceShuttleShow、於：新宿シアターサンモール） - 蛇穴楓
- TAKE-MITSU〜反逆のラビリンス〜（2013年9月、キタムラ印、於：中目黒ウッディーシアター） - ジン
- アカトミドリノトキ（2013年12月、PUPA、於：TACCS1179） - ボブ
- 歓喜の歌（2014年3月、ソラリネ、於：上野ストアハウス） - 皆守雀
- to U〜友情を超えた狂気を君に贈る〜（2014年4月、トウキョウ演劇倶楽部、於：あうるすぽっと） - X
- ミュージカル☆忍者じゃじゃ丸くん（2014年5月、クリエイティブ零、於：池袋シアターグリーン） - カクタン
- ハナレウシ（2014年6月、キタムラ印、於：全労済ホール スペースゼロ） - 近藤勇
- テングメン（2014年8月、ゼロマンション、於：笹塚ファクトリー） - とら
- レピとクレヨン（2014年9月、於：新宿シアターモリエール） - ギモ先生
- WAIST SIZE STORY（2014年9月、FUN エンターテインメント、於：新宿シアターサンモール） - 衆等安久
- オリオンからの手紙〜KOKUHAKU〜（2014年10月、PUPA、於：トリプルトゥエンティー） - 正義
- 56W.X〜ぼくのサンタクロース〜（2012年12月、PUPA、於：TACCS1179） - 武井正義
- イツツメキセツ（2015年7月、PUPA、於：TACCS1179） - サクラ
- アダルトチルドレン（2015年8月、イトーカンパニー、於：中野ザポケット） - 本田垣雄
- 金色のコルダ Blue♪Sky〜First Stage〜（2015年9月、ポリゴンマジック、於：全労済ホール スペースゼロ） - 火積司郎
- FOOLISH〜偽りに秘められた愛のカタチ〜（2016年4月、PUPA、於：池袋シアターグリーン） - 神城真悟 ※原作も手掛ける
- 上手（2016年8月、SEP、於：俳優座劇場）
- 金色のコルダ Blue♪Sky〜Prelude of 至誠館〜（2016年9月、ポリゴンマジック、於：シアター1010） - 火積司郎
- ドブ恋8（2017年7月、女々、於：千本桜ホール）
- 岸和田少年愚連隊〜あの頃のハートは今もある〜（2017年9月、TEAM ODAC、於：全労済ホール  スペースゼロ） - 安藤
- 虹色サラウンド〜SURREAL〜（2018年、PUPA、於：TACCS1179） - 主演 多田ヒロト
- 日本テレビ開局65年記念舞台 魔界転生（2018年、福岡博多座公演 ー 東京明治座公演 ー 大阪梅田芸術劇場公演）
- 夕〜ゆう〜（2019年8月、TAG、於：シアターサンモール）- 相川欣弥
- FANTASYWORLD?（2020年9月、制作「山口ちはる」プロデュース、於：小劇場「楽園」）
- 岸和田少年愚連隊〜あの頃のハートは今もある〜2020年秋の陣（2020年11月、TEAM ODAC、於：こくみん共済coopホール  スペースゼロ） - 安藤
- 舞台 魁!!男塾 2022（10月7日 - 11日、渋谷区文化総合センター大和田 伝承ホール）- 田沢慎一郎
- 舞台 PSYCHO-PASS サイコパス Virtue and Vice 3（2024年3月、於：THEATER MILANO-Za / 森ノ宮ピロティホール） - 馬場吾郎[5]